# Naučná stezka Bitva tří císařů

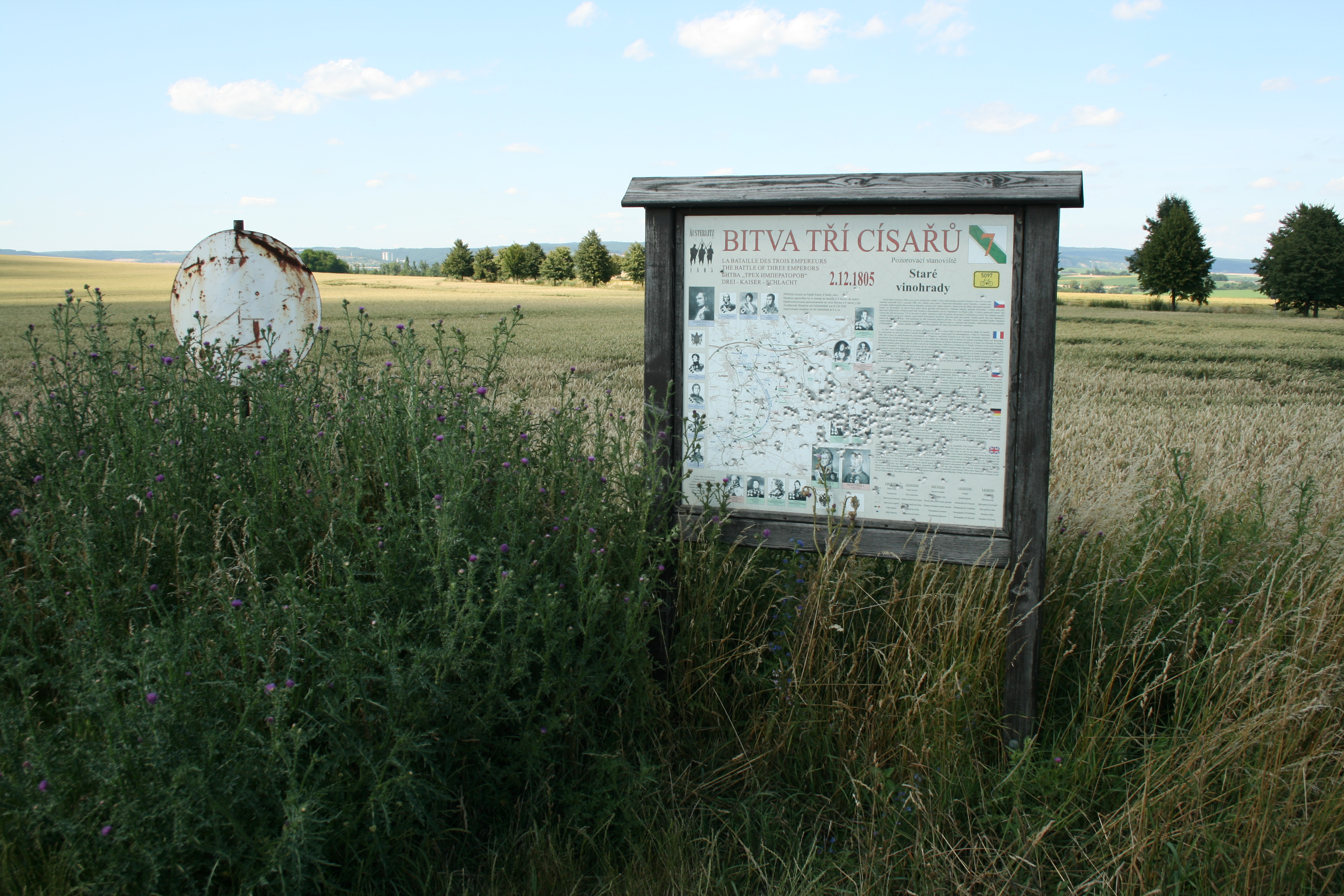
Infopanel na Starých vinohradech (r. 2011)

Naučná stezka Bitva tří císařů je naučná stezka provádějící bojištěm bitvy u Slavkova (známé také jako bitva tří císařů). Dá se rozdělit na několik okruhů, které spojují jednotlivá sídla na slavkovském bojišti. Nachází se na ní 29 informačních panelů.
Vybudována byla v roce 2003 zásluhou Obecně prospěšné společnosti Mohyla míru–Austerlitz, s finanční podporou ministerstva pro místní rozvoj. Oficiálně byl provoz stezky zahájen 24. června 2003 ve Tvarožné.

## Zastavení
- Šlapanice
- Žuráň
- Rohlenka
- Santon
- Tvarožná – Blažovice
- Blažovice – Jiříkovice
- Staré vinohrady
- Křenovice
- Zbýšov
- Hostěrádky – Rešov
- Sokolnice – Prace – Újezd u Brna
- Újezd – kaple sv. Antonína
- Žatčany – Újezd – Sokolnice
- Žatčany
- Boží muka – Telnice – Sokolnice
- Sokolnice – Telnice
- Sokolnice
- Kobylnice
- Mohyla míru – jih
- Mohyla míru
- Ponětovice – Prace
- Ponětovice
- Jiříkovice
- Jiříkovice – vrchnostenský dvůr
- Holubice
- Stará pošta
- Pozořice
- Holubice – bývalý mlýn
- Slavkov u Brna